# Phylloporus pelletieri
Phylloporus pelletieri là một loài nấm thuộc họ Boletaceae.